# Aiea
Pour les articles homonymes, voir Aiea (homonymie).
Aiea (graphie hawaïenne : ʻAiea) est une census-designated place du comté d'Honolulu, sur la côte sud de l’île de O'ahu, à Hawaï, aux États-Unis. Selon le recensement de 2000, sa population s’élève à 9 019 habitants.
Aiea contient le plus grand pourcentage d’habitants d’origine japonaise de tout le pays.
En hawaïen, son nom se prononce [ʔai.ea].

## Anecdote
Selon une légende locale, Aiea serait le seul toponyme ne contenant que des voyelles. C’est inexact : il existe Y en France, plusieurs Å en Norvège et en Suède, sans oublier Ae, en Écosse.

## Démographie
| 2000  | 2010  | - | - | - | - |
| ----- | ----- | - | - | - | - |
| 8 329 | 9 338 | - | - | - | - |